# Chrysopa naesonympha
Chrysopa naesonympha är en insektsart som beskrevs av Brauer 1865. Chrysopa naesonympha ingår i släktet Chrysopa och familjen guldögonsländor. Inga underarter finns listade i Catalogue of Life.